# Depressive Illusions Records
Depressive Illusions Records ist ein 2009 initiiertes ukrainisches Independent-Label.

## Geschichte
Depressive Illusions Records begann 2009 mit dem Vertrieb von Tonträgern spezialisiert auf Black Metal, Noise und Dark Ambient überwiegend in einer Klangqualität die in der Selbstdarstellung des Labels als „roh, hart, Lo-Fi und primitiv“ beschrieben wird. Neben häufig vertriebenen Formaten wie Compact Disc, CD-R, Musikkassette und Schallplatte wird von Depressive Illusions Records auch Musik in unkonventionellen Formaten wie Disketten, VHS-Kassetten, Tonbänder oder 8-Spur-Kassetten vertrieben.
Für die Vermarktung von 3.5"-Disketten unterhält das Label seit 2013 das Subunternehmen Floppy Noise Records. Weitere Subunternehmen wie Spirits of the Air Records und Vibrio Cholerae Records sind hingegen anderen Musiksparten vorbehalten. So wird über Spirits of the Air Records mehr atmosphärische Musik wie Shoegazing, Post-Metal, Post-Rock, Neofolk und Ambient vertrieben. Über Vibrio Cholerae Records hingegen Grindcore, Doom Metal, Thrash Metal sowie Punk.

## Selbstverständnis
Die Initiatoren und Verwalter des Labels verstehen sich trotz eines breiten Distributions-Katalogs und diverser Szene-populärer Künstler als Teil eines musikalischen und kulturellen Undergrounds. Verträge, so eigene Angaben, geht das Label ausschließlich auf Basis des eigenen Geschmacks ein ohne Rücksicht auf bisherige Resonanz gegenüber den jeweiligen Musikgruppen oder die Interessen möglicher Rezipienten.

## Musikalisches Spektrum
Zu den über Depressive Illusions Records vertriebenen Künstlern zählen insbesondere populäre Projekte des Depressive Black Metal, des Funeral Doom und des Dungeon Synth wie Psychonaut 4, Uruk-Hai und Dryom. Neben solchen politisch als passiven bewerteten Interpreten veröffentlicht das Label mit Bands wie Massensterben, Le Diable Blanc, Tank Genocide und 1389 ebenso Tonträger von Musikprojekten die mit dem National-Socialist-Black-Metal-Spektrum assoziiert werden.

## Künstler (Auswahl)
- A Light in the Dark
- Azathoth
- Black Wings
- Cancer of the Larynx
- Dryom
- Gurthang
- Lumnos
- Lunar Portals of the Astral Mirror
- Monumenta Sepulcrorum
- Omination
- Restless
- Skyforest
- Warground
- Xoresth